# Djamel Bakar
Pour les articles homonymes, voir Bakar (homonymie).
Djamel Bakar, né le 6 avril 1989 à Marseille, est un footballeur international comorien évoluant au poste d'attaquant.

## Biographie
Djamel Bakar grandit dans un grand ensemble des quartiers de Saint-Antoine, plus exactement de la cité la solidarité à Marseille dans le 15e, au sein d'une famille de huit enfants,, dont son frère Ibor Bakar qui sera international comorien. 
Il s'initie au football à Marseille, d'abord au club de la JSA Saint-Antoine en catégorie poussin, puis aux Pennes-Mirabeau et enfin à Burel. Il intègre ensuite le centre de formation de l'AS Monaco. En 2004, il est retenu dans la sélection de la région Méditerranée qui remporte la Coupe nationale 14 ans. Il est le cousin germain du rappeur Soprano.  

### AS Monaco
Durant la saison 2006-2007, il évolue en CFA avec l'équipe réserve et fait ses premières apparitions en Ligue 1. Il signe alors son premier contrat avec l'ASM, à cette époque il est présenté comme le digne successeur de Thierry Henry par sa faculté de marquer avec ses deux pieds ainsi que de la tête. 
La saison suivante, il inscrit les premiers buts de sa carrière professionnelle, avec un triplé face au Stade brestois 29 et un but face à l'Olympique de Marseille en Coupe de France. Titularisé à huit reprises en championnat par l'entraîneur Ricardo, Bakar marque face à l'AJ Auxerre de la tête sur une des nombreuses passes décisives de la saison de Nenê. L'attaquant est élu « révélation monégasque de la saison 2007-2008 » par les supporters du club. En 2008-2009, il connaît de nombreuses blessures à la cuisse et au genou et joue peu en équipe première.
Le 31 août 2009, dans les toutes dernières heures du mercato estival, Bakar s'engage avec l'AS Nancy-Lorraine pour quatre saisons et un transfert évalué à 2,5 millions d'euros. L'AS Monaco FC fait savoir qu'il s'agit d'un transfert non pas car le club ne voulait plus de Djamel Bakar, il était titulaire sur les 3 premiers matchs de la saison, mais simplement à but lucratif.

### AS Nancy-Lorraine
Bakar signe un contrat de quatre ans le mardi 31 août 2009.
Positionné en pointe, il marque trois buts en deux ans de championnat : deux en 2009-2010 marqués à Montpellier le 19 décembre 2009 et contre Boulogne-sur-Mer le 13 mars 2010, un seul la saison suivante, à Montpellier. Ces deux années, Nancy joue bien au football et se maintient en Ligue 1.
La saison 2011-2012 voit Bakar marquer dès la quatrième journée, en ouvrant le score contre le FC Lorient. Repositionné en tant qu'ailier gauche ou droit par Jean Fernandez, il finit la saison avec quatre buts inscrits en championnat en 34 matchs et une particularité, celle de les avoir tous marqués de l'extérieur de la surface, dévoilant au passage une puissante frappe de balle. Le maintien est une nouvelle fois obtenu difficilement, après une belle deuxième moitié de saison.
Pour sa quatrième saison avec Nancy, il se distingue une nouvelle fois sur des frappes lointaines, notamment contre Lille (contre qui il marque le premier but dans le Grand stade Lille Metropole) et Ajaccio. Le 30 mars 2013, lors de la 30e journée, il marque son cinquième but personnel en championnat, celui du 2-0 contre le Stade rennais FC, et bat son record. C'est aussi cette saison-là qu'il reçoit le premier carton rouge de sa carrière, lors de la neuvième journée contre le FC Sochaux. À l'issue de la saison, Nancy est relégué en Ligue 2.

### Montpellier HSC
En juin 2013, il signe au Montpellier Hérault Sport Club où il retrouve Jean Fernandez. Le 29 décembre 2013, il souffre d'une grave blessure au genou dès les premières minutes de la rencontre face à l'Olympique de Marseille. Victime d'une rupture du ligament antérieur du genou droit, il ne rejouera plus de la saison. Il ne retrouve alors les pelouses de Ligue 1 que le 1er novembre 2014, disputant 5 minutes face à l'Evian TG. Durant cette saison 2014-2015, il ne connaitra qu'une seule titularisation, le 4 avril 2015, lors de la réception du Sporting Club de Bastia, pour un but marqué, au cours de la dernière journée à Bordeaux (défaite 2-1). Peu à peu placardisé dans l'Hérault, il ne dispute que 6 rencontres dont 2 comme titulaires sur l'exercice 2015-2016.

### RSC Charleroi
Le 1er juillet 2016, il signe un contrat d'un an, assorti d'une année en option, dans le club belge de Charleroi. Alors que sa dernière titularisation remontait au 12 octobre 2015 en France, il goûte de nouveau à ce plaisir le 26 août 2016. Le 11 septembre 2016, il retrouve le chemin des filets en ouvrant le score face à Anderlecht (5e journée, défaite 3-2), 15 mois après son dernier but avec l'équipe première de Montpellier.
Après une première partie de saison honorable, Djamel Bakar vit une 2e partie plus compliquée, le joueur étant plus souvent réserviste (parfois non sélectionné avec l'équipe première). Finalement, le club belge ne renouvèle pas son contrat et le libère à la fin de la saison.  Il aura participé à 18 matches avec le club (dont 3 en coupe de Belgique) pour 2 buts inscrits.

### Tours FC
Le 25 juillet 2017, Djamel Bakar signe dans le club de Tours FC en Ligue 2.

### F91 Dudelange
Lors du mercato hivernal de la saison 2018-2019, Djamel Bakar signe avec le champion du Luxembourg, le F91 Dudelange.

### En équipe nationale
En septembre 2006, Djamel Bakar est sélectionné en équipe de France des moins de 18 ans. En 2008, il intègre le groupe des moins de 19 ans avec lequel il dispute le tour de qualification et le tour « élite » du championnat d'Europe.
Le 27 août 2009, Djamel Bakar apprend qu'il fait partie de la équipe de France espoirs qui affrontera la Slovénie et l'Ukraine. Il ne tarde d'ailleurs pas à montrer ses qualités puisqu'il inscrit le second but des bleus face à la Slovénie après avoir effacé plusieurs joueurs.
Le 15 mars 2016, il obtient sa première sélection avec l'équipe des Comores pour la double confrontation face au Botswana comptant pour la qualification de CAN 2017 au Gabon. 

### Profil du joueur
En janvier 2008, après les premières apparitions du franco-comorien dans le groupe professionnel, Dominique Bijotat estime que Djamel Bakar est « certainement le joueur le plus complet [du] centre de formation. » Jean-Luc Ettori, directeur sportif de l'ASM, souligne également la rapidité d’exécution et les qualités techniques de l'attaquant.

## Statistiques
| Saison                | Club                  | Championnat           | Championnat | Championnat | Coupe nationale | Coupe nationale | Coupe de la Ligue | Coupe de la Ligue | Comores | Comores | Total | Total |
| Saison                | Club                  | Division              | M.          | B.          | M.              | B.              | M.                | B.                | M.      | B.      | M.    | B.    |
| 2006-2007             | AS Monaco FC          | Ligue 1               | 2           | 0           | -               | -               | -                 | -                 | -       | -       | 2     | 0     |
| 2007-2008             | AS Monaco FC          | Ligue 1               | 17          | 1           | 2               | 4               | -                 | -                 | -       | -       | 19    | 5     |
| 2008-2009             | AS Monaco FC          | Ligue 1               | 6           | 0           | 1               | 0               | -                 | -                 | -       | -       | 7     | 0     |
| 2009-2010             | AS Monaco FC          | Ligue 1               | 4           | 0           | -               | -               | -                 | -                 | -       | -       | 4     | 0     |
| Sous-total            | Sous-total            | Sous-total            | 29          | 1           | 3               | 4               | -                 | -                 | -       | -       | 32    | 5     |
| 2009-2010             | AS Nancy-Lorraine     | Ligue 1               | 32          | 2           | 2               | 0               | 2                 | 0                 | -       | -       | 36    | 2     |
| 2010-2011             | AS Nancy-Lorraine     | Ligue 1               | 20          | 1           | 2               | 0               | 1                 | 0                 | -       | -       | 23    | 1     |
| 2011-2012             | AS Nancy-Lorraine     | Ligue 1               | 34          | 4           | 1               | 0               | 1                 | 0                 | -       | -       | 36    | 4     |
| 2012-2013             | AS Nancy-Lorraine     | Ligue 1               | 35          | 5           | 3               | 1               | 1                 | 1                 | -       | -       | 39    | 7     |
| Sous-total            | Sous-total            | Sous-total            | 121         | 12          | 8               | 1               | 5                 | 1                 | -       | -       | 134   | 14    |
| 2013-2014             | Montpellier HSC       | Ligue 1               | 13          | 1           | -               | -               | 1                 | 0                 | -       | -       | 14    | 1     |
| 2014-2015             | Montpellier HSC       | Ligue 1               | 14          | 1           | 1               | 0               | -                 | -                 | -       | -       | 15    | 1     |
| 2015-2016             | Montpellier HSC       | Ligue 1               | 6           | 0           | -               | -               | 1                 | 0                 | 3       | 0       | 10    | 0     |
| Sous-total            | Sous-total            | Sous-total            | 33          | 2           | 1               | 0               | 2                 | 0                 | 3       | 0       | 39    | 2     |
| 2016-2017             | RSC Charleroi         | Jupiler Pro League    | 14+1        | 2+0         | 3               | 0               | -                 | -                 | 7       | 1       | 25    | 3     |
| Sous-total            | Sous-total            | Sous-total            | 15          | 2           | 3               | 0               | -                 | -                 | 7       | 1       | 25    | 3     |
| 2017-2018             | Tours FC              | Ligue 2               | 4           | 0           | -               | -               | 2                 | 0                 | 2       | 0       | 8     | 0     |
| Sous-total            | Sous-total            | Sous-total            | 4           | 0           | -               | -               | 2                 | 0                 | 2       | 0       | 8     | 0     |
| Total sur la carrière | Total sur la carrière | Total sur la carrière | 202         | 17          | 15              | 5               | 9                 | 1                 | 12      | 1       | 238   | 24    |